# ليون مكفادين
ليون مكفادين (بالإنجليزية: Leon McFadden)‏ هو لاعب كرة قاعدة أمريكي، ولد في 26 أبريل 1944 في ليتل روك في الولايات المتحدة.

## وصلات خارجية
- ليون مكفادين على موقع الدوري الياباني لكرة القاعدة (الإنجليزية)
- ليون مكفادين على موقعبيزبول رفرنس.كوم (الدوري الرئيسي) (الإنجليزية)
- ليون مكفادين على موقعبيزبول رفرنس.كوم (الدوري الثانوي) (الإنجليزية)
- ليون مكفادين على موقع مشجعي الرسوم البيانية (الإنجليزية)